# Письменность
Пи́сьменность — совокупность письменных средств общения языка; система знаков, предназначенная для упорядочения, закрепления и передачи различных данных (речевой информации и других элементов смысла безотносительно к их языковой форме) на расстоянии и придания этим данным вневременного вида. Письменность — одна из форм существования человеческого языка.
Мельчайшие смыслоразличительные единицы письма — графемы. Различается несколько видов письменности: предметное, пиктографическое, иероглифическое, слоговое и алфавитное письмо.

## Возникновение и использование письменности

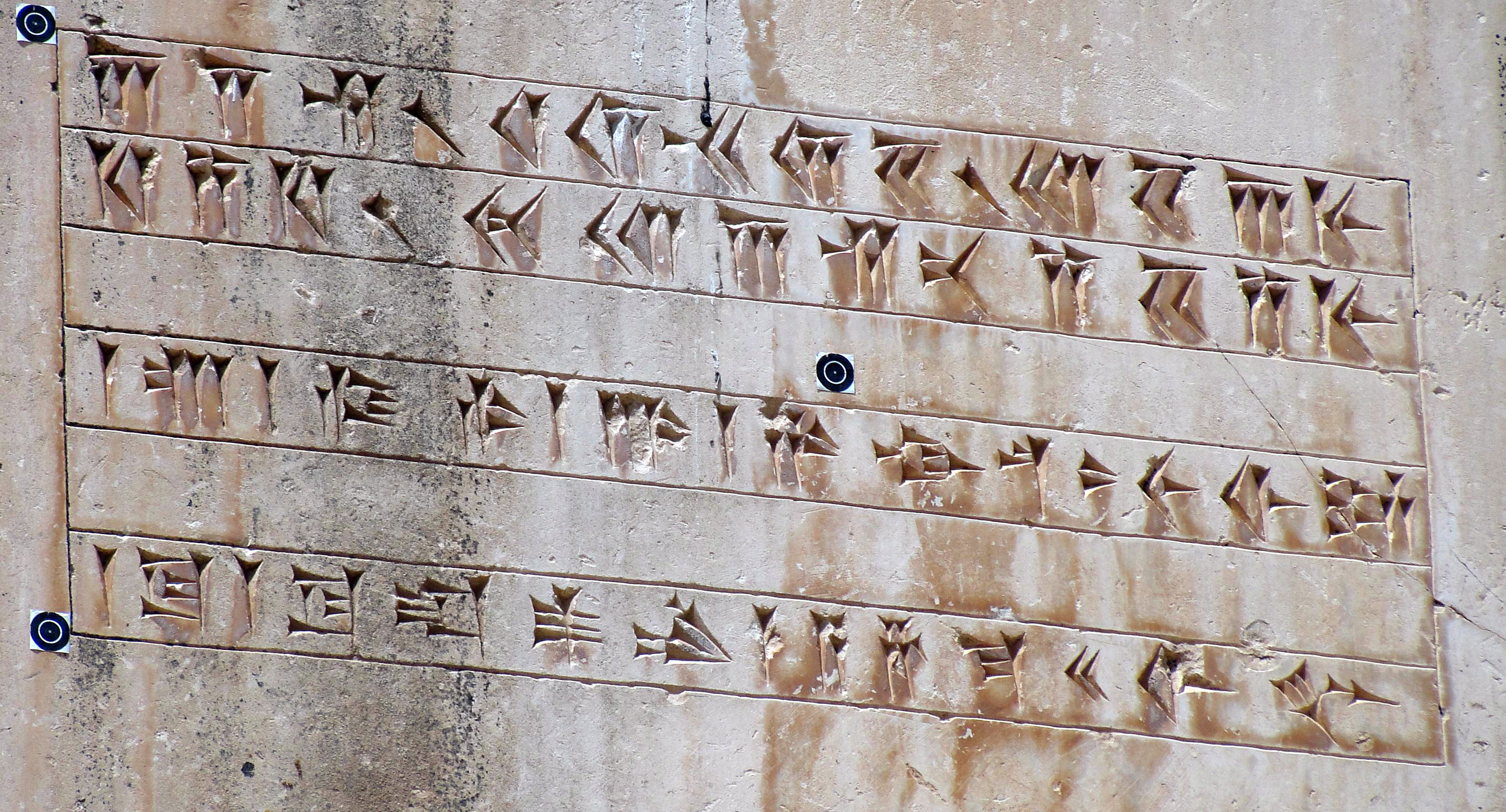
Древнеперсидская клинопись

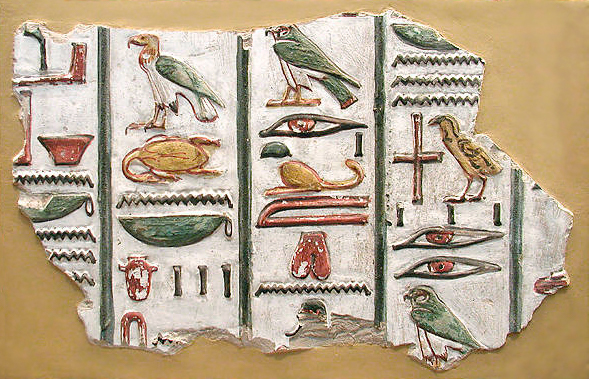
Египетские иероглифы

Письменность появилась в середине IV тысячелетия до н. э. в Месопотамии (в частности, одним из самых ранних известных видов письменности является клинопись, использовавшаяся для записи шумерского и аккадского языков; к ним можно отнести также египетское иероглифическое письмо, использовавшееся в Древнем Египте). Сначала это были хозяйственные записи, а к концу тысячелетия стали распространёнными тексты жанра лексических списков и литературные (условно-литературные, то есть тексты нехозяйственного назначения).
Для возникновения и существования письменности требуются:
- по крайней мере один набор определённых базовых элементов или символов, которые по отдельности называются знаками, а в совокупности — системой письма;
- по крайней мере один набор правил и условий (то есть орфография), понятный сообществу и используемый всеми или большинством его участников, который определяет значение базовых элементов (графем), порядок их следования и взаимоотношения друг с другом[5];
- по крайней мере один язык, распространённый в сообществе, конструкции которого отражаются в этих элементах и правилах, а также могут быть из них восстановлены путём интерпретации написанного;
- какие-либо физические средства отчётливого представления символов на каком-либо постоянном или отчасти непостоянном носителе, так, чтобы их можно было считать оттуда тем или иным способом (зрительно или на ощупь).

Большинству письменностей свойственно такое упорядочение символических элементов, которое позволяет объединять их в бо́льшие по размерам объединения — слова, акронимы и другие лексемы, — за счёт чего создаётся возможность передачи существенно большего количества значений, нежели то, которое может быть обеспечено самим символами. С целью достижения наиболее полной передачи языкового содержания в системах письма используется также конкатенация малых групп символов. Во многих системах письма используется особый набор знаков — пунктуация — посредством которого обеспечивается дополнительное упорядочивание и организация письменной речи, а также передача особенностей сообщения, которые передаются в речи посредством пауз, тона, ударения, интонирования и т. д. Кроме того, письменность обычно располагает определённым методом форматирования записанных сообщений, который следует правилам устной речи (грамматике, синтаксису и др.), дабы читающий имел возможность воспринять значение записанного сообщения как можно более точно.

## Основная терминология
При рассмотрении конкретных систем письма изучение письменности в целом развивалось по нескольким, частично не связанным друг с другом направлениям. В силу этого используемая терминология может некоторым образом отличаться в зависимости от той или иной области исследования.
Обобщённый термин «текст» относится к образцу письменного материала. Действие по порождению и записи текста, соответственно, определяется как письмо, а действие по просмотру и интерпретации текста — как чтение. Методология и правила, регулирующие соблюдение определённой структуры и последовательности письменных знаков, объединяются под наименованием орфографии, в рамках которой применительно к алфавитным системам письменности выделяется также и понятие правописания.
Специфическая основополагающая единица письменности, как уже говорилось выше, — графема. Графемы представляют собой наименьшие значимые единицы, чья совокупность охватывает весь набор конструктивных элементов, из которых в соответствии с правилами их соотнесения и использования могут быть составлены записанные в одной или нескольких системах письма тексты. Эта концепция схожа с представлениями о фонеме, которые существуют в области изучения устной речи. Основными графемами для русского языка, к примеру, являются прописные и строчные буквы алфавита, соответствующие определённым фонемам, пунктуационные знаки, соответствующие ритмико-интонационному рисунку речи, и некоторые другие символы наподобие цифр.
Та или иная графема может быть представлена различными способами, причём каждая конкретная её запись может отличаться на вид от другой, но, тем не менее, все они будут пониматься одинаково. Так же, как конкретный звук называется аллофоном фонемы, конкретная запись определяется как аллограф графемы. Тремя разными аллографами можно, к примеру, считать одну и ту же букву, набранную жирным шрифтом, подчёркнутым и курсивом. Выбор того или иного аллографа определяется используемым носителем информации, средством записи, авторской стилистикой пишущего, особенностями предыдущих и последующих графем, временными ограничениями, предполагаемой аудиторией, преимущественно не осознаваемыми чертами индивидуального почерка и т. п.
Иногда для обозначения графемы используются термины «глиф», «знак», «символ» и им подобные. Конкретные значения этих терминов отличаются в зависимости от той или иной области знания; можно заметить, к примеру, что глифы в большинстве систем письма состоят из линий или черт и в силу этого называются «линейными», однако в определённых разновидностях письменности они могут быть выстроены и из других элементов (допустим, точек в шрифте Брайля) и, тем не менее, также именоваться «глифами».
Письменность условна (как и язык, с которым она соотнесена). Степень её полноты определяется тем, насколько успешно она способна представлять в той или иной форме все то, что может быть выражено средствами устной речи.

## Этапы развития и становления письменности
Современная письменность прошла достаточно длительный период становления. Можно выделить несколько этапов её становления.

### Предметное письмо
Известными историческими примерами предметного письма являются вампум (ирокезское письмо, представленное разноцветными ракушками, нанизанными на верёвку) и кипу (счётная система и письменность инков и предшествующих им андских культур, в которой информация передавалась цветом и количеством узелков на верёвках). Конечно, предметное письмо не было самым удобным средством передачи информации и со временем люди придумали более удобные и действенные виды письменности.

### Пиктографическое письмо

Древнекитайский иероглиф «солнце» (rì), 1200 до н. э.

Следующим этапом на пути развития письменности стало письмо на основе изображений (пиктограмм), однако эти ранние попытки всё же не доходили до уровня систематически используемого средства передачи информации. Сущность пиктографического письма заключается в том, что с помощью определённого знака выражается некоторое понятие. Например, понятие «человек» может быть передано изображением человека. Постепенно упрощаясь, пиктограммы всё более удаляются от исходных изображений, начинают приобретать множественные значения. Тем не менее пиктография не может удовлетворять все потребности людей при письме, возникающие с развитием понятий и абстрактного мышления, и тогда рождается идеография.

### Иероглифическое письмо
Идеография («письмо понятиями») используется для передачи того, что не обладает наглядностью. Например, для обозначения понятия «зоркость», которое нарисовать невозможно, изображали тот орган, через который оно проявляется, то есть — глаз. Таким образом, рисунок глаза как пиктограмма означает «глаз» и как идеограмма — «зоркость». Следовательно, рисунок мог иметь прямое и переносное значения.

Современный китайский иероглиф «солнце»/«день» (rì)

В иероглифическом письме зачастую трудно различить исходное изображение, лежащее в его основе. В иероглифах появляются типичные конструктивные элементы, повторяющиеся в разных знаках. Вероятно, причиной этого было стремление человека упростить запись письменного текста, упростить обучение письму. Тем не менее иероглифическое письмо по-прежнему сохраняет существенный недостаток: его знаки не имеют никакой связи с произношением слова, из-за чего письменная и устная речь существуют как бы по отдельности. Кроме того, в языках, для которых характерно изменение формы слова в зависимости от его синтаксической роли, приходится дополнять иероглифы специальными обозначениями для форм слов.

### Слоговое письмо
Значительным шагом на пути сближения устной и письменной речи стало создание слоговой письменности. Наиболее известными слоговыми письменностями являются клинописные (древнеперсидская, аккадская и другие наследники шумерского письма), некоторые западносемитские разновидности клинописи (напр., угаритская клинопись) и японские слоговые системы (катакана и хирагана). Финикийское (консонантное) письмо сыграло в жизни человечества очень важную роль. Именно оно легло в основу греческого письма, от которого произошли латиница и кириллица. Кроме того, оно лежит в основе набатейского письма, от которого вероятнее всего произошла арабица, и арамейского письма, от которого произошло еврейское письмо. Согласно некоторым предположениям, оно также дало начало письму брахми (через арамейское письмо), от которого произошли индийские письменности.

### Алфавитное письмо
Когда финикийским письмом стали пользоваться греки, они столкнулись с проблемой полноценной передачи звучания слов с помощью консонантной финикийской письменности. Дело в том, что в финикийском письме, по существу, отсутствовали буквы для обозначения гласных звуков. Для греков, в силу особенностей образования форм слов в их языке, это оказалось неудобным. По этой причине появились специальные символы для обозначения гласных и письмо перешло на ещё более удобный уровень. Теперь, используя порядка 30 знаков, которые мог выучить любой человек, можно было передать почти что любые слова устной речи. Алфавитное письмо, в силу своей простоты и удобности, быстро распространилось по всему миру (хотя в некоторых цивилизациях переход к нему не произошёл).

## Типы письменности человеческих языков
- Пиктографический — письменный знак привязан к определённому объекту.
- Идеографический — письменный знак привязан к определённому смыслу.
- Фоноидеографический — письменный знак привязан и к смыслу, и к звучанию
  - Логографический — письменный знак обозначает определённое слово
  - Морфемный — письменный знак обозначает определённую морфему (см. «Китайская письменность»)
- Фонетический — письменный знак привязан к определённому звучанию
  - слоговой (силлабический) — каждый письменный знак обозначает определённый слог. Различают:
    - собственно слоговое письмо — слоги с одинаковой согласной, но с разными гласными обозначаются совершенно разными знаками (например, японская кана);
    - абугида — такие слоги обозначаются видоизменёнными формами одного базового знака (например, эфиопское письмо) и/или дополнительными знаками (индийское и африканское письмо)

  - консонантный (квазиалфавитный) — на письме обозначаются только согласные. При своём развитии такие системы письма, как правило, обогащаются системами огласовок, в которых с помощью диакритических или дополнительных знаков можно обозначать гласные
  - Консонантно-вокалическое письмо — буквы обозначают как гласные, так и согласные; на письме в целом соблюдается соответствие «одна графема (письменный знак) есть одна фонема».

Алфавитами называют фонетические письменности, имеющие стандартный, так называемый, алфавитный порядок знаков. Знаки алфавитов называются буквами.
Вышеприведённые системы в чистом виде встречаются редко, обычно к базовой системе примешиваются элементы других систем.
Выражение «иероглифическое письмо» не имеет чётко определённого смысла.
- Древнеегипетское иероглифическое письмо было слоговым с элементами других систем.
- Древнекитайское иероглифическое письмо было логографическим, современное китайское — морфемное.

## Распространённые письменности
Несмотря на то, что за всё время существования человечества разными культурами и народами использовалось большое число различных письменностей (в том числе, исчезнувших), сегодняшнее население Земли в большинстве своём использует всего пять систем письма: арабское, индийское, кириллицу, латиницу и китайское письмо. Письменности для разных языков, хоть и имеют единую основу (одну из этих пяти), могут иметь значительные отличия, так как фонетика этих языков неодинакова.
| Название                                                                                       | Тип письменности         | Основные языки, для записи которых используется эта письменность | Страны, где эта письменность является основной |
| ---------------------------------------------------------------------------------------------- | ------------------------ | --- | --- |
| Арабское письмо                                                                                | Консонантная             | Арабский язык, персидский язык, уйгурский язык, дари, пушту, урду, берберские языки (частично), нахско-дагестанские языки (исторически), некоторые тюркские языки (исторически или редко) и др. | С запада на восток: Мавритания, Марокко, Западная Сахара, Алжир, Тунис, Ливия, Египет, Судан, Ливан, Сирия, Иордания, Саудовская Аравия, ОАЭ, Кувейт, Катар, Бахрейн, Йемен, Оман, Иран, Афганистан, Пакистан, Филястина, Сомали и др. |
| Индийское письмо (семья письменностей общего происхождения, значительно различных между собой) | Абугида                  | Хинди (и многие другие индоарийские), тайский язык, лаосский язык, бирманский язык, кхмерский язык, тибетский язык, дзонг-кэ, телугу, каннада, малаялам, тамильский язык и др. | Индия, Шри-Ланка, Бангладеш, Мьянма, Таиланд, Лаос, Камбоджа, Непал, Бутан |
| Кириллица                                                                                      | Консонантно-вокалическая | Русский язык, украинский язык, белорусский язык, сербский язык (наряду с латиницей), болгарский язык, македонский язык, боснийский язык (наряду с латиницей), черногорский язык (наряду с латиницей), казахский язык, киргизский язык, таджикский язык, монгольский язык, абхазский язык, татарский язык, нахско-дагестанские языки, тюркские языки(частично) и большинство языков Восточной Европы и Центральной Азии | Россия, Беларусь, Украина, Сербия, Болгария, Северная Македония, Казахстан, Кыргызстан, Таджикистан, Монголия; частично Босния и Герцеговина и Черногория |
| Китайское письмо                                                                               | Идеографическое          | Китайский язык, японский язык (частично), корейский язык (исторически), вьетнамский язык (исторически) | Китай, Япония (кандзи) |
| Латиница                                                                                       | Консонантно-вокалическая | Английский язык, французский язык, испанский язык, португальский язык, итальянский язык, немецкий язык, голландский язык, турецкий язык, индонезийский язык, малайский язык, тагальский язык, вьетнамский язык, полинезийские языки, нахско-дагестанские языки (исторически или редко), тюркские языки (исторически или редко, частично) и язык суахили и многие другие                                                | Все страны Северной, Центральной и Южной Америки, Западной и Центральной Европы, Скандинавии, Прибалтики, а также Австралия, Новая Зеландия, Польша, Чехия, Словакия, Венгрия, Хорватия, Словения, Филиппины; в новейшее время также Турция, Азербайджан, Индонезия, Малайзия, Вьетнам, Узбекистан, Туркменистан, Румыния, Молдова, большинство стран Африки, Полинезии. |

Кроме этого, необходимо упомянуть такие письменности, как армянское письмо (Армения), грузинское письмо (Грузия), еврейское письмо (Израиль), греческое письмо (Греция, Кипр), корейское письмо (Корея), эфиопское письмо (Эфиопия, Эритрея), японское письмо кана (Япония). Эти письменности также продолжают активно использоваться сегодня, на них существует богатая литературная традиция.
Прочие письменности, перечисленные, наряду с этими, в следующем разделе и в шаблоне внизу статьи, в основном являются или редкими, или вышедшими из употребления (исчезнувшими), или даже не только исчезнувшими, но и недешифрованными.

## Основные виды письменностей

Неполная карта письменностей мира

Направление письма:
1, синий цвет — слева направо, сверху вниз;
2, оранжевый — справа налево, сверху вниз;
3, тёмно-зелёный — сверху вниз, справа налево;
4, розовый — оба способа — 2 и 1;
5, светло-зелёный — оба способа — 3 и 1.

Ниже приводятся основные виды письменностей, сгруппированные по общему происхождению или региону.

### Древние письменности Ближнего Востока и Средиземноморья
- Египетское письмо
  - Мероитское письмо
- Клинопись
  - Шумерская
  - Аккадская
  - Эламская
  - Хурритская клинопись
  - Урартская
  - Хеттская клинопись
  - Древнеперсидская
- Эламская иероглифика
- Лувийская иероглифика
- Критское письмо и его потомки — Линейное письмо А, Линейное письмо Б, Кипро-минойское письмо, Кипрское письмо

### Семитское (звуковое) письмо и его производные (кроме греческого)
- Библское письмо
- Протоханаанейская письменность
- Протосинайская письменность
- Угаритский алфавит (клинописный)
- Древнеханаанейское письмо
  - Финикийское письмо
    - Карфагенское письмо

  - Моавитское письмо
  - Палеоеврейское письмо
    - Самаритянский алфавит

  - Арамейское письмо
    - Еврейский алфавит (квадратное письмо)
    - Пальмирское письмо
      - Сирийское письмо (эстрангело, несторианское и серто)
      - Арабский алфавит
        - Джави — Малайзия и Индонезия

    - Согдийское письмо
      - Староуйгурское письмо
        - Старомонгольское письмо
        - Маньчжурское письмо

  - Древнеливийское письмо (нумидийское)
    - Древнеливийское письмо (Тифинаг)
    - Турдетанское письмо
    - недешифрованное письмо гуанчей
- Южноаравийское письмо
  - Эфиопское письмо
- Малоазийские алфавиты
- Иберское письмо

#### Системы слого-алфавитного типа письма
- Иссыкское письмо
- Древнетюркское письмо
- Болгарские руны
- Венгерские руны
- Тана (габули тана) для мальдивского языка, с 17 в. под арабским влиянием

### Греческий и возникшие на его основе алфавиты
- Греческий алфавит
- Италийские алфавиты
  - Этрусский алфавит
  - Латинский алфавит
- Коптское письмо
- Готское письмо
- Кириллица

#### Письменности, возникшие под влиянием грекоидных
- Руны (германские)
- Армянский алфавит
- Грузинское письмо
- Агванское письмо

### Индийское письмо(слоговое)
- Кхароштхи
- Брахми
  - Деванагари
  - Бенгальский алфавит
  - Сингальское письмо
  - Письменность каннада
  - Письменность телугу
  - Тамильское письмо
  - Тибетское письмо
  - Тохарское письмо
  - Монское письмо
  - Бирманское письмо
  - Тайское письмо
  - Кхмерское письмо
  - Лаосское письмо
  - Кави (древнеяванское письмо)
  - Тагальское письмо

### Китайское письмо и его производные
- Китайское письмо
- Японское слоговое письмо
  - Хирагана
  - Катакана
- Чжурчжэньское письмо
- Киданьское письмо
- Тангутское письмо
- Чжуанское письмо
- Корейское письмо (Хангыль) — внешне оформлено в стиле китайского письма (которое также используется в Южной Корее), содержательно же является совершенно независимым буквенным письмом.

### Другие древние и средневековые письменности
- Письмо майя
- Письмо ацтеков
- Письмо цуань для языков и (Китай)
- Письмо донгба (наси, Китай)
- Огамическое письмо
- Древнепермская письменность (абур)

### Письменности, возникшие в XVIII—XX веках
Как правило, эти письменности были созданы миссионерами или носителями языков, под влиянием самой идеи письма.

#### Азия
- Письменности пахау и Полларда для языков мяо (Индокитай)
- Письмо Кая-ли для языка красных каренов и для некоторых его диалектов (Мьянма, Таиланд)
- Варанг-кшити для языка хо (языки мунда, Индия)
- Ол-чики — для языка сантали (языки мунда, Индия)
- Идеографическая письменность Теневиля для чукотского языка

#### Африка
- Письмо нко (c 1949 для языков манден в Гвинее и Мали)
- Басса (с 1900-х)
- Бете (c 1956)
- Ваи (с 1820-х)
- Кпелле (с 1930-х по 1940-е)
- Лома (с 1930-е по 1940-е) в Либерии
- Кикакуи (для языка менде с 1921 по 1940-е) в Сьерра-Леоне
- Бамум (с 1896 по 1950-е) в Камеруне
- Османья (для языка сомали с 1920-х по 1972)
- Мандомбе (с 1978) в Анголе, Конго и ДРК
- Волофал (языка волоф с 1960 по 1974)

#### Америка
- Письмо чероки
- Канадское слоговое письмо (для языков кри, эскимосских, оджибве и др.)

### Письменности для искусственных языков
Зачастую основой письменности для искусственных языков является латиница в той или иной форме. Новая письменность часто связана с артлангами, художественными языками.
- Сарати, тенгвар и кирт, первые виды искусственной письменности для артлангов, созданные в 1930-е лингвистом и писателем-фантастом Джоном Толкином.
- Ихьтаиль, уникальная морфо-фонетическая письменность языка ифкуиль.
- Системы письменности[англ.] для клингонского языка (plqaD, Mandel).
- Иероглифическое письмо для токипоны.

### Нерасшифрованные письменности
- Ронго-ронго (исчезло в конце XIX века)
- Библское письмо (сер. II тыс. до н. э.)
- Фестский диск (сер. II тыс. до н. э.)
- Письменность долины Инда (протоиндское, или хараппское письмо — сер. III тыс. до н. э.)
- Троянское письмо (предположительно? Линейное письмо А) (сер. II тыс. до н. э.)
- Кипро-минойское письмо (исчезло в конце II тыс. до н. э.)
- Кипу инков (исчезло в XVII веке)
- Токапу инков (исчезло в XVII веке)

и многие другие

## Письменности для жестовых языков
Существуют письменности для жестовых языков. В начале XXI века используется система SignWriting, созданная в 1974 году.